# エンパイアーズ・アンド・ダンス
『エンパイアーズ・アンド・ダンス』(Empires and Dance)は、イギリスのポストパンクバンド、シンプル・マインズの3rdアルバム。1980年9月12日にアリスタ・レコードよりリリース。次作からバンドはヴァージン・レコードと契約し、本作がアリスタ・レコードでの最後のアルバムである。

## 評価、影響
全英41位と上位には届かなかったが、オールミュージックを始めとするプレスからは「post-punk dance classic
」と評されるなど、前作『リアル・トゥ・リアル・カコフォニー』と同じく賞賛された。マニック・ストリート・プリーチャーズ（マニックス）は、自身の3rdアルバム『ホーリー・バイブル』において本作ジャケットのデザインや書体を模した。またマニックスは2014年リリースのアルバム『フューチャロロジー』は本作の影響を受けたと語っている。マニックスのフロントマンであるジェームス・ディーン・ブラッドフィールドは最もお気に入りのアルバムの一つに本作を挙げている。

## 収録曲
全曲ジム・カー作詞、シンプル・マインズ作曲。

### A面
1. "I Travel" - 4:00
2. "Today I Died Again" - 4:36
3. "Celebrate" - 5:03
4. "This Fear of Gods" - 7:03

### B面
1. "Capital City" - 6:15
2. "Constantinople Line" - 4:43
3. "Twist/Run/Repulsion" - 4:31
4. "Kant-Kino" - 1:52
5. "Room" - 2:28

## 参加ミュージシャン
- ジム・カー - ボーカル
- チャーリー・バーチル - ギター、サックス
- デレク・フォーブス - ベースギター、フレットレスベース
- ブライアン・マッギー - ドラムス、パーカッション
- マイケル・マクニール - キーボード